# JFK (film)
JFK is een Amerikaanse samenzweringsthriller uit 1991 onder regie van Oliver Stone. Hij baseerde het verhaal hiervan op dat uit de boeken On the Trail of the Assassins van Jim Garrison en Crossfire: The Plot That Killed Kennedy van Jim Marrs, over de moord op John F. Kennedy. Stone verwerkte zijn bronmaterialen zelf tot filmscenario.
JFK werd genomineerd voor acht Oscars, waarvan het die voor de beste montage en die voor beste cinematografie daadwerkelijk won. Daarnaast kreeg de film onder meer de Golden Globe voor beste regie, twee BAFTA Awards en een Blue Ribbon Award toegekend.

## Boek
De film is gebaseerd op het strafrechtelijk onderzoek van officier van Justitie Jim Garrison. Garrison trok in 1968 (jaren na de moord) een aantal aanwijzingen en tips na, in een poging de mysteries rond Kennedy's dood te ontrafelen. Het onderzoek van de aanklager leidt uiteindelijk tot de arrestatie van Clay Shaw, wat een van de kopstukken van de samenzwering moest zijn. Garrisons zaak tegen Shaw was ontstellend zwak, doordat een andere hoofdverdachte, David Ferrie, om het leven was gebracht. Uiteindelijk oordeelde de publieksjury dat Shaw onschuldig is.
Garrison schreef een boek, waarin hij uitgebreid verslag deed van het onderzoek. Op dat boek, On the Trail of the Assassins, is de film gebaseerd. Een ander boek van auteur Jim Marrs The Crossfire that Killed Kennedy werd eveneens gebruikt voor andere elementen in de film.

## Plot
JFK betoogt dat de moord op Kennedy nooit gepleegd kan zijn door één enkele schutter en dat er derhalve sprake moet zijn geweest van een complot. Een van de bewijsmaterialen die openbaar aanklager Garrison hierbij aanhaalt is de Zapruderfilm, het enige beeldmateriaal waarop de moord is vastgelegd. Garrison wil de zaak ophelderen en komt tot de conclusie dat de aanhouding van Lee Harvey Oswald als enige schutter berust op een complot waarin mensen uit de hoogste politieke kringen betrokken zijn geweest. Hij acht het bewezen dat Kennedy werd neergeschoten vanuit een driehoeksformatie en door drie schutters vanaf verschillende standpunten onder vuur is genomen. 
Wanneer Garrisons familieleden worden bedreigd en zijn kantoor wordt afgeluisterd, voelt hij zich enkel gesterkt in zijn overtuiging dat de aanslag alleen op bevel van hooggeplaatsten kan zijn uitgevoerd. Daarom zet hij zijn onderzoek voort en komt op het spoor van inmenging van onder meer de CIA, FBI en de maffia.

## Rolverdeling
| Acteur              | Personage                 |
| ------------------- | ------------------------- |
| Kevin Costner       | Jim Garrison              |
| Kevin Bacon         | Willie O'Keefe            |
| Tommy Lee Jones     | Clay Shaw / Clay Bertrand |
| Laurie Metcalf      | Susie Cox                 |
| Gary Oldman         | Lee Harvey Oswald         |
| Michael Rooker      | Bill Broussard            |
| Jay O. Sanders      | Lou Ivon                  |
| Sissy Spacek        | Liz Garrison              |
| Joe Pesci           | David Ferrie              |
| Beata Poźniak       | Marina Oswald Porter      |
| Jack Lemmon         | Jack Martin               |
| Walter Matthau      | Senator Russell B. Long   |
| Donald Sutherland   | Mr. "X"                   |
| Ed Asner            | Guy Banister              |
| Brian Doyle-Murray  | Jack Ruby                 |
| John Candy          | Dean Andrews              |
| Sally Kirkland      | Rose Cheramie             |
| Wayne Knight        | Numa Bertel               |
| Pruitt Taylor Vince | Lee Bowers                |
| Tony Plana          | Carlos Bringuier          |
| Vincent D'Onofrio   | Bill Newman               |
| Dale Dye            | Generaal "Y"              |
| Lolita Davidovich   | Beverly Oliver            |
| John Larroquette    | Jerry Johnson             |
| Willem Oltmans      | George de Mohrenschildt   |
| Tomás Milián        | Leopoldo                  |
| Gary Grubbs         | Al Oser                   |
| Ron Rifkin          | Mr. Goldberg / Spiesel    |
| Peter Maloney       | Kolonel Finck             |
| John Finnegan       | Rechter Haggerty          |
| Wayne Tippit        | FBI-agent Frank           |
| Bob Gunton          | Nieuwsanker               |
| Frank Whaley        | Nep-Oswald                |
| Jim Garrison        | Earl Warren               |

## Trivia
- Willem Oltmans speelt baron George de Mohrenschildt in de film. In werkelijkheid vermoedde Oltmans dat De Mohrenschildt meer van de moord wist en interviewde hij hem meerdere malen voordat De Mohrenschildt zelfmoord pleegde.
- Het personage Earl Warren, voorzitter van de Commissie-Warren, wordt gespeeld door de echte Jim Garrison, terwijl Kevin Costner aanklager Jim Garrison speelt.